# Heinrich Burger
Heinrich Burger, född 31 maj 1881 i München, Bayern, död där 27 april 1942, var en tysk konståkare. Han vann guld vid olympiska spelen 1908 i London i paråkning. Hans medtävlare var Anna Hübler. Han vann även två VM-guld med Anna Hübler.